# Chengdu J-10
O Chengdu J-10 Měnglóng (chinês tradicional: 殲十, significando "Aniquilador (Interceptador)" conhecido pelos estadunidenses como Vigorous Dragon ("Dragão Vigoroso") é um caça multi-funcional de 4.5 geração. A aeronave foi desenvolvida pelo Instituto de Projeto de Aeronaves Chengdu (Instituto 611) e construído por Corporação da Indústria Aeronáutica de Chengdu. A aeronave entrou em serviço na Força Aérea da China (PLAAF) em 2003. Posteriormente, uma variante otimizado designado J-10B fez o primeiro voo em fevereiro de 2009. O J-10 é uma aeronave pequeno, leve e simples, multi-funcional, caça e bombardeio ligeiro, desenvolvido para operar em todas as condições atmosféricas.

## História
O programa de desenvolvimento de J-10, conhecido inicialmente como Projeto 8610, teve início em 1980. O avião foi originalmente proposto para ser um caça de superioridade aérea, cuja finalidade era combater os modernos caças estadunidenses de quarta geração como os F-16 e os soviéticos MiG-29, mas devido ao final da Guerra Fria as exigências foram alteradas para um caça multipropósito, com capacidade para missões ar-ar e ar-terra. O Instituto 611 recebeu a autorização do governo chinês para desenvolver o J-10, com chefe de design Song Wencong, que foi responsável também pelo antigo projeto de J-7III e Xue Chishou como engenheiro chefe de J-10. O ajudante geral do projeto foi Su Longqing. O J-10 foi inicialmente concebido como uma aeronave especializado e posteriormente alterado para ser uma aeronave multi-funcional.
O projeto foi financiado pelo líder supremo da China, Deng Xiaoping, que autorizou um investimento de meio-bilhão de Renminbi para desenvolver uma aeronave nacional, mas o programa oficial só teve início em 1986, quando o governo da China emitiu aprovação.
De acordo com especialistas estadunidenses, Israel teria contribuído para o desenvolvimento do J-10, vendendo um projeto cancelado da aeronave IAI Lavi, incluindo o projeto aerodinâmico de teste e o programa inicial de teste para o sistema de controle de voo com sistema de controle por cabo. No entanto, o governo de Israel nega qualquer envolvimento no projeto de J-10. Em meados dos anos 90, a Rússia envolveu-se no desenvolvimento do J-10, vendendo o projeto do motor Liulka-Saturn AL-31F para testes iniciais. Chengdu J-10 voou pela primeira vez em 22 de março de 1998, pilotado pelo piloto de teste Lei Qiang.
Este avião possui características muito positivas, como o uso de canards dianteiros de controle e TVC (em algumas versões). É uma boa alternativa ao F-16 estadunidense, devido ao seu menor preço e desempenho equivalente.

### Cronologia
Primeiro voo: 23 de março de 1998
Introdução: 2005
Operadores: China e Paquistão
Unidades construídas: 220 (agosto de 2012)
Custo unitário: 27,8 milhões de US$ (2010)

## Operadores
China

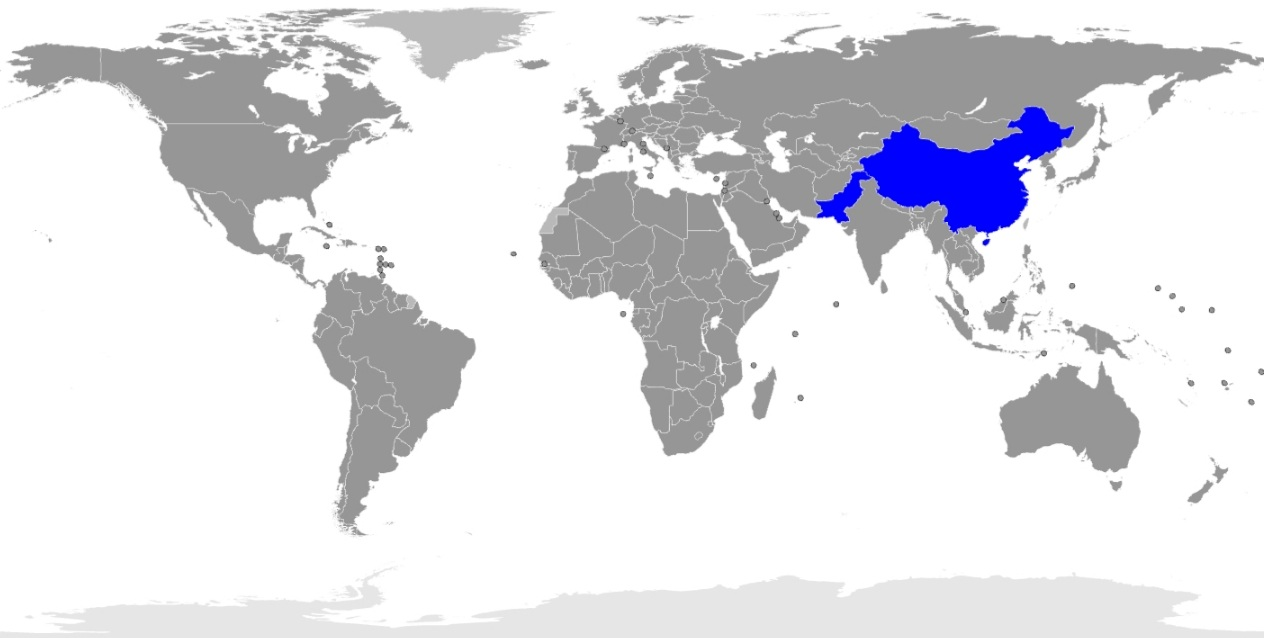
Mapa dos operadores do Chengdu J-10 em azul

- Força Aérea do Exército de Libertação Popular: 236 J-10A, 55 J-10B, 220 J-10C, 77 J-10S em 2023[8]

 Paquistão
- Força Aérea do Paquistão: 36 J-10CE (20 entregues, 16 encomendados em 2024)[9][10]

### Potenciais compradores
- Brasil — Segundo a coluna Radar, da revista Veja, a China tentou vender ao Brasil caças Chengdu J-10.As negociações, no entanto, não avançaram devido à falta de recursos financeiros e à prioridade dada ao programa Gripen. O Brasil firmou contrato com a sueca Saab para adquirir 36 caças Gripen, com entregas previstas até 2027 — prazo que pode ser prorrogado por conta de cortes orçamentários.[11][12]

- Colômbia — Durante visita oficial do presidente Gustavo Petro a Pequim, a China ofereceu à Colômbia até 24 caças multifuncionais J-10CE, avaliados em cerca de US$ 40 milhões cada. O pacote inclui mísseis ar-ar, prazos curtos de entrega e condições de pagamento flexíveis. A Força Aérea Colombiana busca substituir sua frota de 22 caças IAI Kfir, em fase de desativação. Embora exista uma carta de intenções com a sueca Saab para os Gripen, a oferta chinesa se destaca por vantagens logísticas e operacionais, como a garantia de peças de reposição e histórico comprovado em combate.[13]

## Histórico operacional

### China
A primeira unidade do J-10 foi entregue ao 13º Regimento de Testes em 23 de fevereiro de 2003. Após 18 anos de desenvolvimento, a aeronave foi oficialmente declarada operacional em dezembro do mesmo ano.
A versão mais avançada, o J-10C, entrou em serviço de combate em abril de 2018.
Em exercícios simulados, o J-10C demonstrou desempenho superior ao dos caças Su-35 russos, graças à sua menor assinatura de radar, que permite detectar e engajar o inimigo antes. Especialistas apontam que os sensores mais modernos e armamentos de última geração — tanto para combate visual quanto além do alcance visual — são fatores decisivos em sua vantagem. Entre 2019 e 2021, o J-10C superou o Su-35 e o J-16 por três anos consecutivos em treinamentos.

### Paquistão
As conversas sobre a aquisição do J-10 começaram em 2006, quando a China ofereceu a versão J-10A. As negociações continuaram até 2012, com a introdução da versão J-10B.
Em setembro de 2020, surgiram relatos de que o Paquistão demonstrava interesse no modelo J-10C. A compra foi oficializada em dezembro de 2021, com a aquisição de 25 unidades do J-10CE, além de uma opção para mais 11 aeronaves. O primeiro lote, composto por seis caças, chegou à Base Aérea de Minhas (Kamra) em 4 de março de 2022, vindo de Chengdu, China. Em 11 de março de 2022, os jatos foram oficialmente incorporados ao Esquadrão nº 15 "Cobras" da Força Aérea do Paquistão (PAF).
Em 18 de janeiro de 2024, durante a Operação Marg Bar Sarmachar, o Paquistão realizou ataques contra bases do Exército de Libertação do Baluchistão e da Frente de Libertação Baluch, no Irã. A operação contou com drones CAIG Wing Loong II escoltados por J-10CEs.
Durante o conflito com a Índia, em maio de 2025, os J-10CEs foram empregados em combate contra a Força Aérea Indiana (IAF). A PAF alegou ter abatido cinco caças indianos: três Dassault Rafale F3R, um Su-30MKI e um MiG-29. Um oficial norte-americano, sob anonimato, afirmou haver "alta confiança" de que pelo menos duas dessas aeronaves — incluindo um Rafale — foram realmente abatidas pelos J-10s. A Índia, por sua vez, negou qualquer perda. Suspeita-se que o míssil ar-ar de longo alcance PL-15 tenha sido utilizado na ação. Em 7 de maio, analistas relacionaram a valorização das ações da Chengdu Aircraft Corporation aos relatos do bom desempenho do J-10 em combate — marcando sua estreia em operações reais.

## Acidentes e incidentes
Em 12 de novembro de 2016, durante um voo de treinamento da Equipe de Acrobacia Aérea "1º de Agosto", ocorreu uma colisão aérea na província de Hebei. Um caça J-10 de dois assentos caiu após o incidente. A piloto, Capitã Yu Xu — a primeira mulher chinesa habilitada para pilotar o J-10 — e o copiloto conseguiram ejetar. No entanto, Yu foi atingida por outra aeronave durante a ejeção e faleceu.
Já em outubro de 2020, o Diário do Exército de Libertação Popular noticiou a queda de outro J-10, após o motor da aeronave ter sido desativado por uma colisão com pássaros. O piloto ejetou com sucesso e sobreviveu ao acidente.